# 中國問題
中國問題，是政治與國際關係术语，現代主要指在中華人民共和國建國後，形成臺海兩岸分裂分治，因為被指其馬列主義與共產主義思想，社會主義獨裁制度，缺乏民主與人權等特質，在追求以中華人民共和國統一中國的目標下，在政治、經濟與外交等各方面，對於中華民國與國際自由民主價值所產生的各項脅迫與壓力。其中以中國代表權問題，台灣主權歸屬及未來，解放台灣與武力犯台等議題最為核心。這個術語可追溯至清朝末年的孫中山，認為清朝統治造成中國問題。現代用法主要於蔣經國執政時期出現，用以回應中華人民共和國提出的一國兩制與台灣問題，常見的提法為：「只有中國問題，沒有台灣問題。」

## 概論
中國問題這個名詞的出現，始於清朝末年。1904年，孫文寫作〈中國問題的真解決〉，認為中國問題來自於清朝政治體制不良，將會造成國際和平受威脅，希望美國與日本能夠支持中國革命，推翻清朝政府。
在中華民國建國之後，1918年胡適自美國留學歸國，發表數篇文章，指出中國問題主要源於缺少現代化與民主，主張改良中國文化。1920年受梁啟超等人邀請，訪問中華民國的英國晢學家罗素。在這次訪問後，羅素出版了《中國問題》一書。剛結束至俄國訪問的羅素，認為中國的特色在其民族文化，與西方不同。中國本身的物產與人才，使中國可望在百年內成為像美國一樣的強國。中國問題主要體現於在不脫離本身傳統文化的前提下，如何進行現代化，而且不走上帝國主義道路。
在羅素之後，中國問題成為一個特定術語。1945年日本投降后不久，国共两党在中國开始內戰，中國問題的內容，轉向於中華民國是否應該接受馬列主義，成為共產主義國家。
1949年中華人民共和國建國後，如何解決殘留在台灣的中華民國，完成中國統一，一直是中華人民共和國的核心問題之一。一位化名衣爵的匿名作者曾於英屬香港出版《解決中國問題的途徑》，認為中國問題在於無法統一，蔣介石是造成中國問題的元兇，主張蔣介石退休下野，以解決中國問題。在美國，經由中國遊說團的推動，中國問題也持續成為美國政治上的一個討論焦點，主要圍繞在中國被共產主義控制，造成美國失去中国（loss of China to communism）。
1957年，根據亚细亚生产方式，漢學家魏復古提出東方專制主義的學說，認為因為水利工程的需要，中國形成東方專制主義，沒有走向西方的民主主義，成為中國問題的由來。
獲得美國支持的中華民國，初期仍有反攻大陸的企圖，在蔣經國總統任內，改變為以建設台灣為主的三民主義統一中國，不再積極推動武力反攻。在大陆改革開放之後，中華人民共和國提出一國兩制與和平統一作為解決台灣問題，實現中國統一的方針。作為回應，蔣經國提出：「只有中國問題，沒有台灣問題。」的說法，以反駁中華人民共和國的統一方案。蔣經國認為，中國無法統一的主要原因，是中華人民共和國的制度，缺乏民主自由，破壞中華傳統文化，因此形成以中華文化為基礎的「三民主義中國」與以馬列主義為根源的「共產主義中國」的兩個中國之爭。在制度上的各項歧異，讓中國無法統一。蔣經國認為，只有以三民主義統一中國，消滅中華人民共和國的共產暴政，重建自由民主的中國，才能解決中國問題，為中國及亞洲帶來和平。
在李登輝總統任內，大陸委員會於1994年發表《臺海兩岸關係說明書》，其中再度總結了中國問題的根源，认为根源在於中華人民共和國的制度與生活習慣，與中華民國不同。只有在中華人民共和國實施“自由民主制度”，提升經濟的前提下，才能進行中國統一。因此中國統一問題主要是中國問題，而不是台灣問題。
在蔡英文總統任內，重新提出中國問題的說法。外交部部長吳釗燮在2018年，曾經提出大陆打壓台灣，造成區域安全與權力平衡，威脅全球自由民主價值，在世界形成中國問題。
在中華人民共和國內部，在2000年後，也出現對於中國問題的探討，認為中國傳統文明造成中國專制主義的出現，形成中國問題，阻礙中國進入現代化社會，中國專制政體被認為是中國問題的來源。

## 中國代表權問題
中國代表權問題始於1949年中華人民共和國建國之後，由蘇聯等盟國在聯合國中提出的問題，他們認為中國的合法代表為中華人民共和國，不承認播遷台灣的中華民國政府的合法性。1971年聯合國大會第2758號決議承認中華人民共和國取得中國代表權後，1972年中華人民共和國政府與美國簽定上海公報，並在公報上首次表明，「世界上只有一个中国，中华人民共和国政府是代表中国的唯一合法政府，台湾是中国领土不可分割的一部分」，形成一個中國政策，此後國際上主要承認中華人民共和國擁有中國代表權。中華人民共和國利用中國代表權作為工具，壓縮中華民國參與國際社會空間，打擊中華民國的國家地位。
波蘭學者陸安寧、孟狄斯於2023年於美國《國家利益》杂志發表論文，其中提到，聯合國大會第2758號決議未授權中華人民共和國在聯合國中代表中華民國，未註明台灣是中華人民共和國的一部份，也未提到台灣國家地位的解決方案。中華人民共和國利用這項決議案，將中華民國排除在國際社會之外，傷害了民主世界的力量，無法良好制衡中華人民共和國對於世界秩序的影響。

## 中國威脅论
中華民國政府於1991年宣佈終止動員戡亂時期，結束與中華人民共和國間的敵對狀態，但中華人民共和國方面仍然被指持續以軍事及政治進行威脅。
美國太平洋論壇名譽主席柯羅夫於2023年前往台灣參加玉山論壇，曾經發表談話，認為中華人民共和國無故對中華民國使用軍事武力，中華民國不會屈服，反而將造成中華人民共和國瓦解。中華人民共和國若對中華民國發動戰爭，將不是中國問題的結束，而是開始。